# 武康路392号住宅

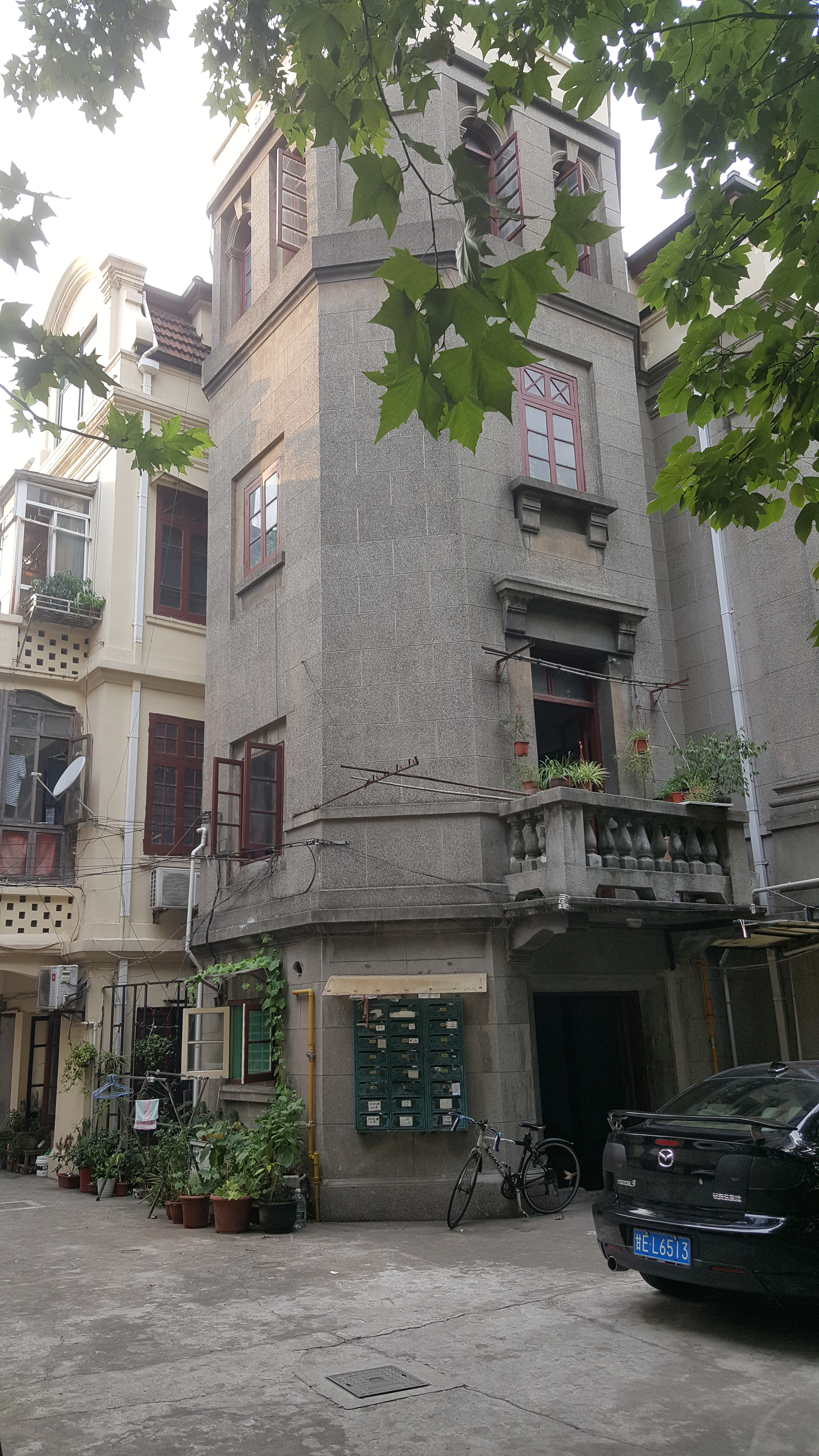
武康路392号住宅

武康路392号住宅是中国上海的一处历史建筑，位于今徐汇区武康路376号（近泰安路口）。该建筑建于1930年代，3层建筑。此处曾为马步芳旧居。
2015年，武康路392号住宅被列为第五批上海市优秀历史建筑，编号XH-J-017-V。